# Copa Chile de Básquetbol 2021
La Copa Chile de Básquetbol 2021 (conocida por razones de patrocinio como Copa Chile CDO+ by CMPC) fue la 8.ª edición del torneo de copa de básquetbol organizado por la Liga Nacional de Básquetbol de Chile y se jugó entre el 16 de enero y el 23 de mayo de 2021.
En esta ocasión solo participaron los 12 equipos de la primera división de la LNB.

## Fase de grupos

#### Zona A[5]
| Equipo            | Pts | PJ | PG | PP | PF  | PC  | Dif. |
| ----------------- | --- | -- | -- | -- | --- | --- | ---- |
| Leones de Quilpué | 11  | 6  | 5  | 1  | 430 | 406 | 24   |
| Basket UC         | 10  | 6  | 4  | 2  | 461 | 415 | 46   |
| Puente Alto CD    | 8   | 6  | 2  | 4  | 418 | 432 | -14  |
| Quilicura Basket  | 7   | 6  | 1  | 5  | 415 | 471 | -56  |

| Partidos | Partidos                        | Partidos          | Partidos     | Partidos          |
| --- | ------------------------------- | ----------------- | ------------ | ----------------- |
| a cellpadding=3 cellspacing=0 style="background-color:#F5FAFF; border:1px solid #AAA; border-collapse:collapse; font-size:100%;" width=100% |                                 |                   |              |                   |
| Fecha | Estadio                         | Local             | Resultado    | Visitante         |
| 16 de enero | Gimnasio Municipal de Quilicura | Quilicura Basket  | 69-59        | Puente Alto CD    |
| 17 de enero | Pista Municipal de Puente Alto  | Puente Alto CD    | 82-68        | Quilicura Basket  |
| 23 de enero | Pista Municipal de Puente Alto  | Puente Alto CD    | 82-68        | Leones de Quilpué |
| 23 de enero | Gimnasio Municipal de Quilicura | Quilicura Basket  | 66-75        | Basket UC         |
| 24 de enero | El Cubil                        | Leones de Quilpué | 71-66        | Puente Alto CD    |
| 24 de enero | Estadio Palestino               | Basket UC         | 101-69       | Quilicura Basket  |
| 30 de enero | El Cubil                        | Leones de Quilpué | 91-86 (pro.) | Quilicura Basket  |
| 30 de enero | Estadio Palestino               | Basket UC         | 72-64        | Puente Alto CD    |
| 31 de enero | Gimnasio Municipal de Quilicura | Quilicura Basket  | 57-63        | Leones de Quilpué |
| 31 de enero | Pista Municipal de Puente Alto  | Puente Alto CD    | 78-85        | Basket UC         |
| 6 de febrero | Estadio Palestino               | Basket UC         | 76-78 (pro.) | Leones de Quilpué |
| 7 de febrero | El Cubil                        | Leones de Quilpué | 60-52        | Basket UC         |

#### Zona B[5]
| Equipo              | Pts | PJ | PG | PP | PF  | PC  | Dif. |
| ------------------- | --- | -- | -- | -- | --- | --- | ---- |
| UdeC                | 11  | 6  | 5  | 1  | 434 | 394 | 40   |
| CD Valdivia         | 10  | 6  | 4  | 2  | 390 | 373 | 17   |
| CD Español de Talca | 8   | 6  | 2  | 4  | 388 | 408 | -20  |
| CD AB Temuco Ufro   | 7   | 6  | 1  | 5  | 458 | 495 | -37  |

| Partidos | Partidos | Partidos            | Partidos      | Partidos            |
| --- | -------- | ------------------- | ------------- | ------------------- |
| a cellpadding=3 cellspacing=0 style="background-color:#F5FAFF; border:1px solid #AAA; border-collapse:collapse; font-size:100%;" width=100% |          |                     |               |                     |
| Fecha | Estadio  | Local               | Resultado     | Visitante           |
| 17 de enero |          | CD Español de Talca | 68-74         | UdeC                |
| 23 de enero |          | UdeC                | 66-58         | CD AB Temuco Ufro   |
| 23 de enero |          | CD Español de Talca | 0-20 (W.O.)   | CD Valdivia         |
| 24 de enero |          | UdeC                | 76-63         | CD Valdivia         |
| 24 de enero |          | CD Español de Talca | 97-79         | CD AB Temuco Ufro   |
| 30 de enero |          | CD Valdivia         | 75-69         | CD Español de Talca |
| 31 de enero |          | CD AB Temuco Ufro   | 91-94 (pro.)  | CD Español de Talca |
| 6 de febrero |          | CD Valdivia         | 59-61         | CD AB Temuco Ufro   |
| 7 de febrero |          | CD AB Temuco Ufro   | 97-100 (pro.) | CD Valdivia         |
| 7 de febrero |          | UdeC                | 69-60         | CD Español de Talca |
| 11 de febrero |          | CD AB Temuco Ufro   | 72-79         | UdeC                |
| 12 de febrero |          | CD Valdivia         | 73-70         | UdeC                |

#### Zona C[5]
| Equipo           | Pts | PJ | PG | PP | PF  | PC  | Dif. |
| ---------------- | --- | -- | -- | -- | --- | --- | ---- |
| CD Puerto Varas  | 11  | 6  | 5  | 1  | 475 | 423 | 52   |
| Las Ánimas       | 10  | 6  | 4  | 2  | 461 | 379 | 82   |
| ABA Ancud        | 8   | 6  | 2  | 4  | 404 | 453 | -49  |
| CEB Puerto Montt | 7   | 6  | 1  | 5  | 373 | 458 | -85  |

| Partidos | Partidos | Partidos         | Partidos     | Partidos         |
| --- | -------- | ---------------- | ------------ | ---------------- |
| a cellpadding=3 cellspacing=0 style="background-color:#F5FAFF; border:1px solid #AAA; border-collapse:collapse; font-size:100%;" width=100% |          |                  |              |                  |
| Fecha | Estadio  | Local            | Resultado    | Visitante        |
| |          | CD Puerto Varas  | 80-65        | CEB Puerto Montt |
| |          | CEB Puerto Montt | 60-82        | CD Puerto Varas  |
| |          | Las Ánimas       | 69-71        | CD Puerto Varas  |
| |          | CD Puerto Varas  | 76-72        | Las Ánimas       |
| |          | Las Ánimas       | 83-66        | ABA Ancud        |
| |          | ABA Ancud        | 55-67        | Las Ánimas       |
| |          | ABA Ancud        | 87-99 (pro.) | CD Puerto Varas  |
| |          | CD Puerto Varas  | 67-70        | ABA Ancud        |
| |          | CEB Puerto Montt | 64-48        | ABA Ancud        |
| |          | CEB Puerto Montt | 49-88        | Las Ánimas       |
| |          | Las Ánimas       | 89-62        | CEB Puerto Montt |

## Fase Final
A esta fase clasifican el primero de cada grupo y el mejor segundo, y se juega bajo formato de Final Four, el cual se iba a disputar originalmente el 3 y 4 de abril, pero por el aumento de casos de COVID-19 en Chile, se debió postergar hasta el 22 y 23 de mayo.
|  | Semifinales                      | Semifinales                      |    |                                  | Final                            | Final |  |
|  |                                  |                                  |    |                                  |                                  |       |  |
|  |                                  |                                  |    |                                  |                                  |       |  |
|  | 22 de mayo de 2021, Puerto Varas |                                  |    |                                  |                                  |       |  |
|  | UdeC                             | 85                               |    |                                  |                                  |       |  |
|  | Leones de Quilpué                | 80                               |    |                                  |                                  |       |  |
|  |                                  |                                  |    |                                  |                                  |       |  |
|  |                                  |                                  |    |                                  | 23 de mayo de 2021, Puerto Varas |       |  |
|  |                                  |                                  |    |                                  | CD Puerto Varas                  | 77    |  |
|  |                                  | UdeC                             | 67 |                                  |                                  |       |  |
|  |                                  |                                  |    |                                  |                                  |       |  |
|  |                                  |                                  |    |                                  |                                  |       |  |
|  |                                  |                                  |    |                                  | Tercer lugar                     |       |  |
|  | 22 de mayo de 2021, Puerto Varas | 22 de mayo de 2021, Puerto Varas |    | 23 de mayo de 2021, Puerto Varas | 23 de mayo de 2021, Puerto Varas |       |  |
|  | CD Puerto Varas                  | 73                               |    | Leones de Quilpué                | 81                               |       |  |
|  | Las Ánimas                       | 60                               |    |                                  | Las Ánimas                       | 79    |  |

#### Campeón
|                             |
| CD Puerto Varas 1.er título |